# Ишбулатов, Мунир Сибагатович
Мунир Сибагатович Ишбулатов (19 января 1935 года, д. Байназарово Бурзянского района БАССР – 23 июля 2010 года, г. Мелеуз) –  башкирский писатель. Член союза писателей РБ (с 1994 года).

## Биография
Мунир Сибагатович Ишбулатов родился 19 января 1935 года в деревне Байназарово Бурзянского района Республики Башкортостан в крестьянской семье.  Учился в местной школе, потом работал в колхозе «Агидель», служил в армии. В 1963 году окончил филологический факультет Башкирского государственного университета (ныне Уфимский университет науки и технологий).
По окончании университета работал учителем, директором школы, председателем сельсовета. Всесоюзный юридический заочный институт, ныне Московский государственный юридический университет он окончил в 1988 году.
С 1990 года Мунир Ишбулатов работал учителем в Араслановской средней школе имени Диниса Булякова города Мелеуза. принимал участие в работе литературного объединения «Мелеузовские зори».
Заниматься литературной деятельностью начал в 60-е годы XX века. Печатался в журнале «Агидель», газете «Путь Октября». Его произведения издавались отдельными книгами. Писал стихи, рассказы, повести. Его перу принадлежат произведения «Любовь не умирает», «Души умерших требуют справедливости» (1998), «Шырмый Ихлас» (2002). Его повести и рассказы в издательстве "Китап" печатались как в коллективном сборнике (1997), так и книгой «Годы мои» (2005). В городе Кумертау издавалась его книга   «Память о прошлом» (стихотворения и поэмы).
С 1994 года состоял в Союзе писателей РБ. В РБ была издана книга о творчестве Мунира Ишбулатова в рубрике «Писатели земли мелеузовской».
Скончался в 2010 году в городе Мелеузе, похоронен на местном кладбище.

## Награды
- Лауреат литературной премии имени Булата Рафикова (2007).

## Произведения
1. Ишбулатов М. С. Изге бурыс [Текст]: Бәйәндәр, хикәйәләр / М. С. Ишбулатов. -М8л89ез: Полиграфист, 2007. — 488 б.
2. Ишбулатов М. С. Йылым — ун ике айым [Текст]: Шиғырҙар / М. С. Ишбулатов. -Өфө: Китап, 2005. — 64 б.
3. Ишбулатов М. С. Ҡалдың ҡайһы бөгөлдә [Текст]: Шиғырҙар һәм поэмалар / М. С. Ишбулатов. -Күмертау: Ҡала нәшриәте, 2005. — 188 б.
4. Ишбулатов М. С. Мөхәббәткә хөкөм юҡ [Текст]: Повестар, хикәйәләр / М. С. Ишбулатов. -Өфө: Китап, 1997. — 400 б.
5. Ишбулатов М. С. Төндөң ике йөҙө [Текст] / М. С. Ишбулатов. -Мәләүез: Полиграфист, 2010. — 320 б.
6. Ишбулатов М. С. Әруахтар ғәҙеллек юллай [Текст]: Бәйәндәр һәм хикәйәләр / М. С. Ишбулатов. -Өфө: Китап, 2010. — 328. [4].
7. Ишбулатов М. Сердце на ладони [Текст] : рассказы / М. Ишбулатов // Путь Октября. – 2004. – 17 апреля. – С.3.